# Masivul Hășmașul Mare, Piatra Singuratică - Hășmașul Negru
Masivul Hășmașul Mare, Piatra Singuratică - Hășmașul Negru este o arie protejată de interes național ce corespunde categoriei a IV-a IUCN (rezervație naturală de tip mixt), situată în județul Harghita, pe teritoriul administrativ al comunei Sândominic.
Rezervația naturală a fost declarată arie protejată prin Legea nr.5 din 6 martie 2000 (privind aprobarea Planului de amenajare a teritoriului național - Secțiunea a III-a - zone protejate).

## Geografie
Rezervația naturală (înclusă în Parcul Național Cheile Bicazului - Hășmaș) are o suprafață de 800 hectare și se află în Munții Hășmaș (grupă muntoasă a Carpaților Moldo-Transilvani ce aparțin lanțului muntos al Carpaților Orientali).
Altitudiea maximă a acestei grupe muntoase este de 1.793 m, atinsă în Vârful Hășmașul Mare.

## Geologie și geomorfologie
Structura geologică a Munților Hășmaș (cunoscuți și sub denumirea de Hăghimaș sau Curmătura) este alcătuită la bază din  șisturi cristaline, calcare jurasice  și cretacice, șisturi argiloase și straturi calcaroase (între Piatra Singuratică și Platoul Ocsem), andezite, dolomite și calcare (stâncăriile din Hășmașul Mare), șisturi cu mică albă (Piatra Singuratică), roci microcristaline (Hășmașul Negru), grohotișuri, gresii și conglomerate, cu o mare varietate de forme reliefale: vârfuri stâncoase (Hășmașul Mare 1.783 m, Oatra Ascuțită 1.668 m, Curmătura 1.610 m), doline, lapiezuri, chei, văii.

## Hidrologie

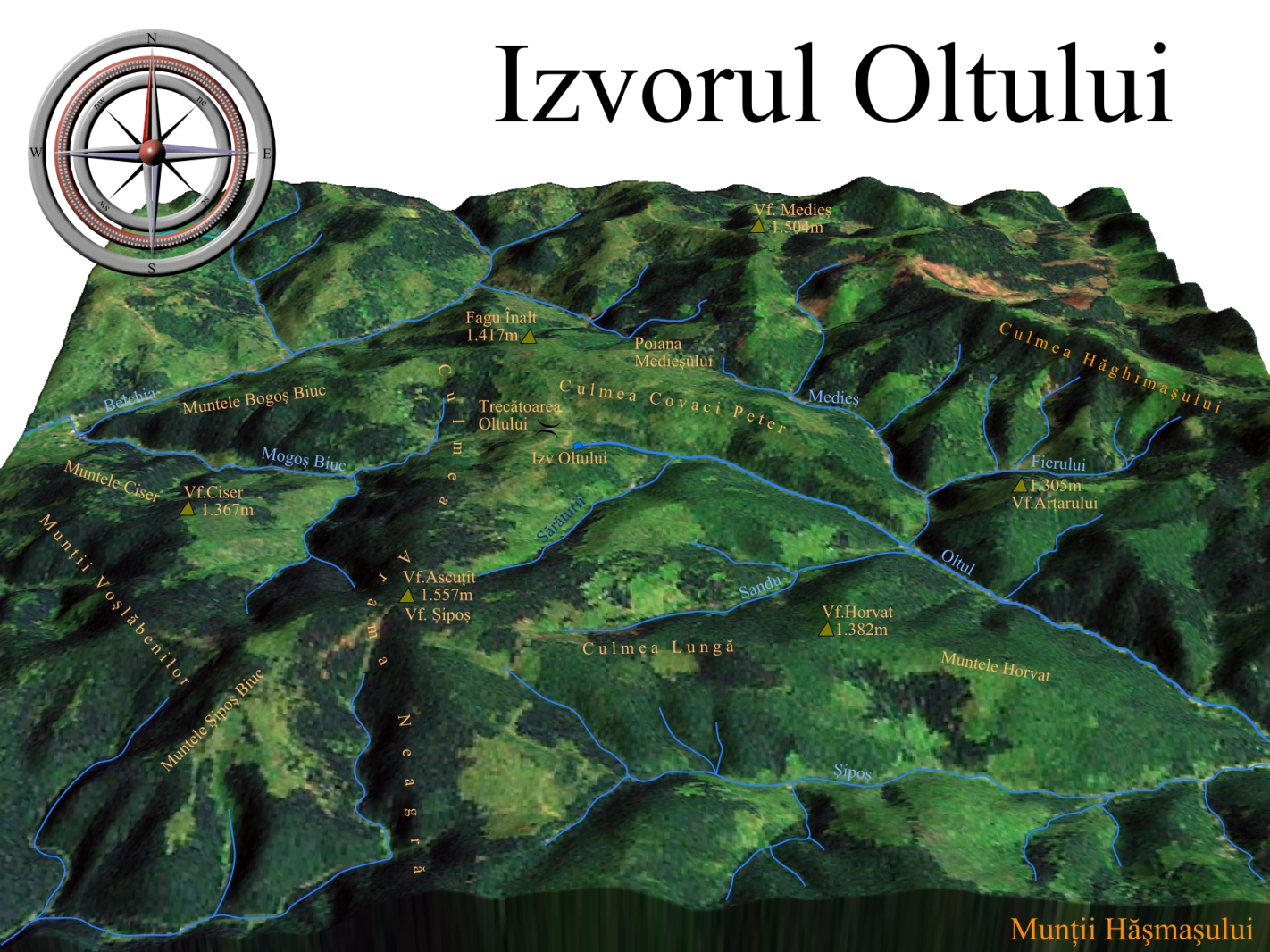
Bazinul hidrografic superior al Oltului (hartă 3D Hășmaș)

Masivul Hășmașul Mare este locul de obârșie a mai multor cursuri de apă ce brăzdează întreaga zonă muntoasă,  astfel: 
Râul Olt cu afluenții adunați în amonte (valea Fierului, Fagu Oltului, Șerpatacul, valea Sărăturii, râul Șandru); 
Râul Mureș cu afluenții: Mezeș, Otveș, Boteni, Voșlăbeni, Cindeni sau Chirtaegher;
Râul Bicaz cu afluenții: pârâul Oii (Hăghimașul), Bicăjel, Surduc, râul Vereșcheu, valea Suhardului, Cupaș, Lapoș, Șugău sau pârâul Micloșenilor. 

## Climă
Clima rezervației naturale Masivul Hășmaș, Piatra Singuratică - Hășmașul Negru este una temperată, specifică Orientalilor, cu precipitații medii anuale cuprinse între 750 și 850 mm (ploi frecvente primăvara și în averse vara, urmate de zile sărace în precipitații, toamna) și temperaturi maxime în perioada verii de până la 25ºC și minime ce coboară la -25, -28ºC. Temperatura medie anuală nu depășește 10ºC.

## Biodiversitate
În suprafața rezervației naturale sunt prezente mai multe tipuri de habitate, astfel: păduri acidofile cu molidișuri, păduri dacice de fag, păduri aluviale cu arin și frasin, tufărișuri alpine și boreale, versanți cu vegetație de stâncărie, pajiști calcifile alpine și subalpine, fânețe și pășuni montane, ori izvoare și mlaștini alcaline. 

### Floră
Aria naturală reprezintă înteres floristic datorită speciilor de arbori, arbusti, precum și a multitudinilor vegetale din stratul ierbos.
Specii arboricole: alcătuite din conifere (molidișuri) în asociere cu fag (Fagus sylvatica), stejar (Qercus robur), gorun (Quercus petraea), tei (Tilia), frasin (Fraxinus),carpen (Carpinus betulus) sau arin (Alunus glutinosa);
Arbusti: corn (Cornus mas), zmeur (Rubus idaeus), afin (Vaccinum mytrillus L.), alun (Corylus avellana); 

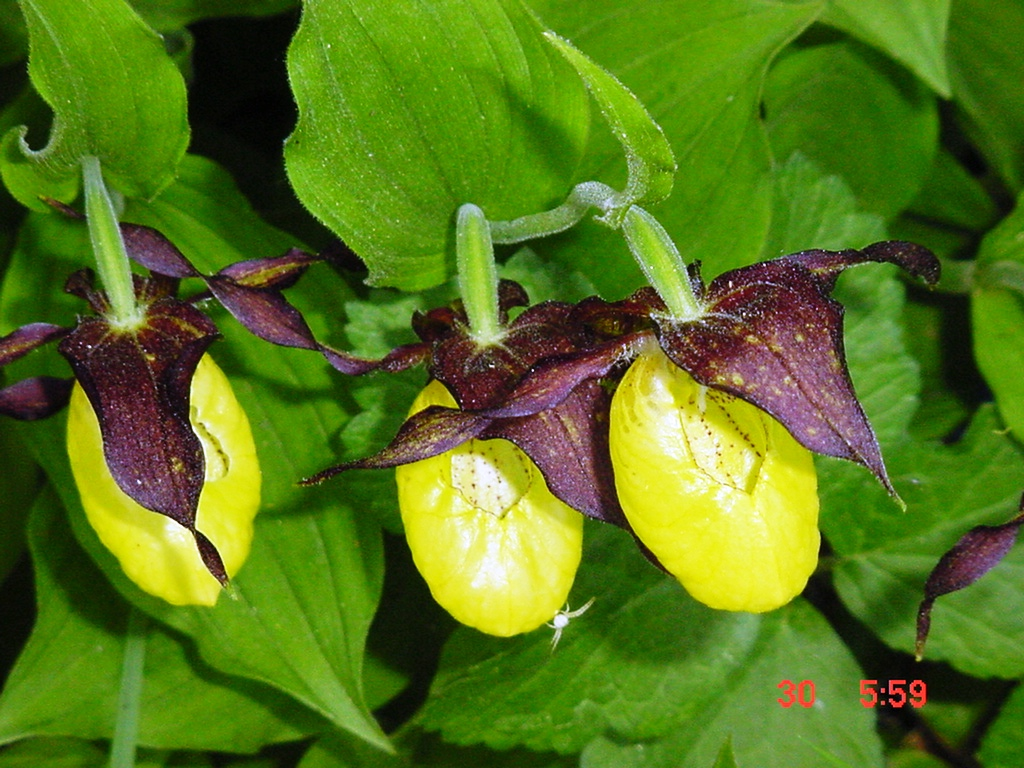
Papucul doamnei (Cypripedium calceolus)

Vegetație ierboasă (de pajiște și de stâncărie) constituită dintr-o mare varietate floristică de specii rare, dintre care: papucul doamnei (Cypripedium calceolus), floare de colț (Leontopodium alpinum Cass.), sângele voinicului (Nigritella rubra), coșaci (Astragalus romeri), vulturică (Hieracium pojoritense), bulbuc de munte (Trollius europaeus), tulichină (Daphne mezereum), tămâioară (Viola joói), ciucușoară (Alyssum saxatile), păștiță (Anemone nemorosa), firuță (Poa rehmannii), piciorul cocoșului de munte  (Ranunculus montanus), schinduc (Conioselium tataricum) sau astragalus (Asrtagalus purpureus).

### Faună
Lumea animalelor este una variată și reprezentată de mai multe specii de mamifere, păsări, reptile, batracieni și pești, astfel: 
Mamifere cu specii de: cerb (Cervus elaphus L.), capră neagră (Rupicapra rupicapra), urs brun (Ursus arctos), lup cenușiu (Canis lupus), căprioară (Capreolus capreolus), mistreț (Sus scrofa), jder (Martes foina), râs (Lynx), vulpe (Vulpes vulpes crucigera), pisică sălbatică (Felis sylvestris); 

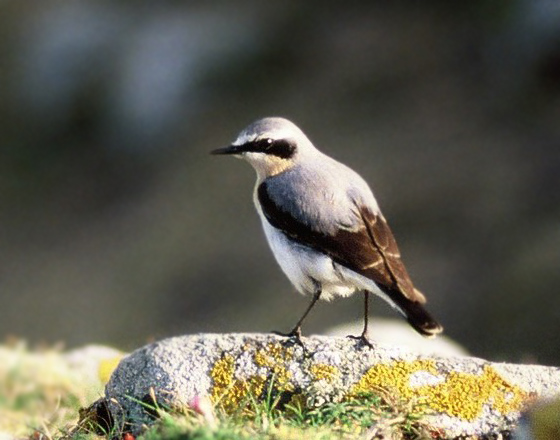
Pietrar (Oenanthe oenanthe)

Păsări: cocoș de munte (Tetrao urogallus), corb (Corvus corax), acvila de munte (Aquila chrysaetos), presura de munte (Emberiza cia), pietrar (Oenanthes oenanthes), pietrarul cu creastă albă (Oenanthe leucopyga), pițigoi mare (Parus major), aușel cu cap galben (Regulus regulus), țiclean (Sitta europaea), codobatură (Motacilla alba), corcodel (Podiceps auritus), măcăleandru (Erithacus rubecula), huhurez mare (Strix uralensis), ciocârlie (Lullula arborea);
Reptile, amfibieni, batracieni și  pești: triton cu creastă (Triturus cristatus), triton carpatic (Triturus montadoni), năpârcă (Anguis fragilis), salamandră (Ambzstoma maculatum), broasca cu burta galbenă (Bombina veriegata), zglăvoacă (Cottus gobio), mreană vânătă (Barbus meridionalis).

## Căi de acces
- Drumul național DN12: Miercurea Ciuc - Ciceu - Racu - Dănești - Sândominic, intrare în drumul județean DJ125 și se continuă drumul până în orașul Bălan, în partea dreaptă a drumului se intră în rezervație.
- Drumul național DN12: Gheorgheni - Voșlăbeni - Sândominic.
- Drumul național DN12C: Gheorgheni (spre Lacu Roșu) la ieșire din oraș se întră în dreapta pe drumul județean DJ125A până în satul Covacipeter, de aici se continuă drumul DJ125 până în localitatea Balan.

## Obiective turistice aflate în vecinătate

### Monumente istorice

Biserica de lemn din Sândominic

- Biserica romano-catolică „Sfântul Dominic” din satul Sândominic, construcție secolul al XIII-lea[12];
- Biserica armeano-catolică cu hramul „Nașterea Maicii Domnului” din Gheorgheni, monument istoric din secolul al XVII-lea[13];
- Biserica romano-catolică „Sfântul Nicolae” din Gheorgheni,  construcție secolul al XV-lea.
- Biserica de lemn din Sândominic cu hramul „Sfinții Arhangheli Mihail și Gavriil”, construită în secolul al XIX-lea.
- Casa Vartan din Gheorgheni, monument istoric construit în stil baroc între anii 1770-1787). Astăzi clădirea găzduiește Muzeul orășenesc „Tarisznyás Márton” Gheorgheni, cu expuneri din colecții de istorie, etnografie, atre plastice, științe naturale (mineralogie, zoologie), precum și o colecție de carte veche apaținând parohiei armene[14].

### Obiective naturale

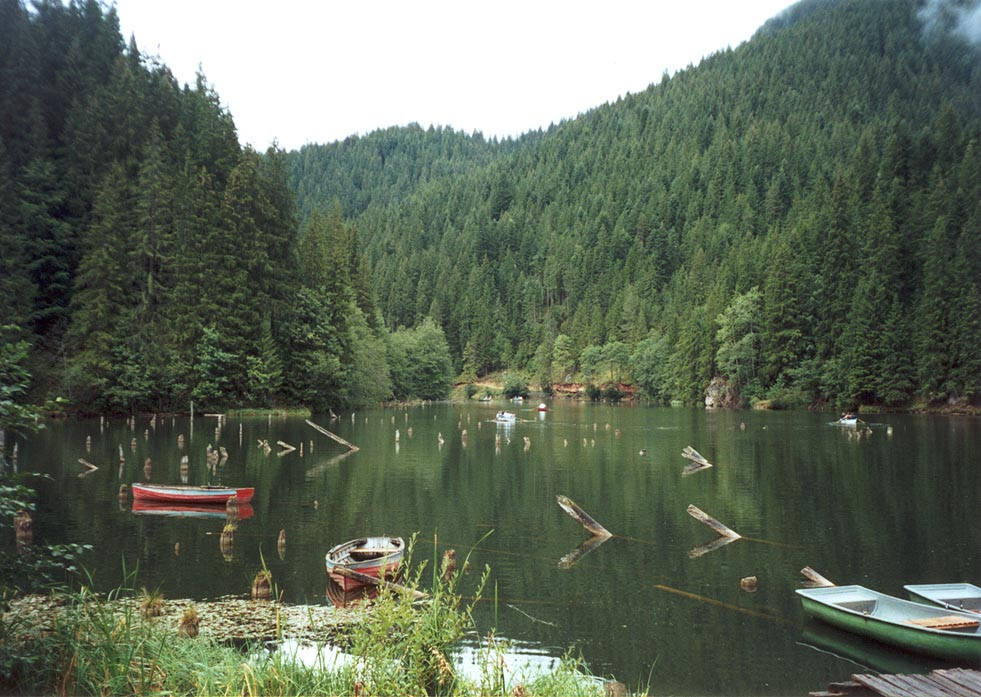
Lacul Roșu

- Cheile Bicazului (defileu) străbătute de râul Bicaz pe o distanță de 6 km, între Lacul Roșu și satul Bicazu Ardelean), cu versanți înalți și abrupți constituiți din calcare, o zonă naturală de un important interes geologic și peisagistic;

Pentru mai multe detalii, vezi: Cheile Bicazului
- Lacul Roșu lac de baraj natural aflat la poalele Masivului Hășmașul Mare, format prin surparea unui abrupt din Muntele Ghilcoș și prăbușirea lui în valea Vereșcheului;
- Avenul Licaș (monument al naturii peșteră de tip aven) cu o suprafață de 5 hectare în apropiere de Pasul Pângărați;
- Lacul Izvorul Muntelui cunoscut și sub denumirea de Lacul Bicaz, este un lac de acumulare construit în amonte de orașul Bicaz pe Râul Bistrița, între anii 1950-1960, cu scop hidroenergetic.

### Muzee
- Muzeul Áron Márton din satul Sândominic înființat cu ocazia împlinirii a 30 de ani de la dispariția lui Áron Márton, episcop romano-catolic al Diecezei de la Alba Iulia între anii 1938-1980[15].

## Galerie de imagini

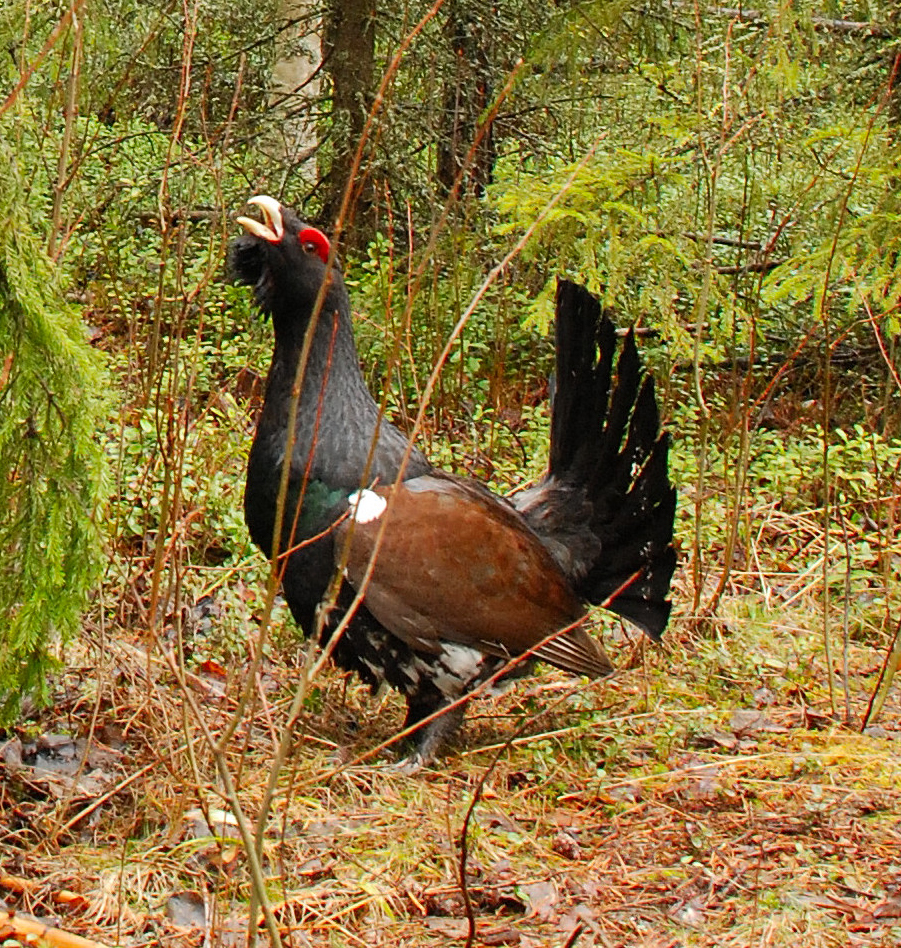
Cocoș de munte
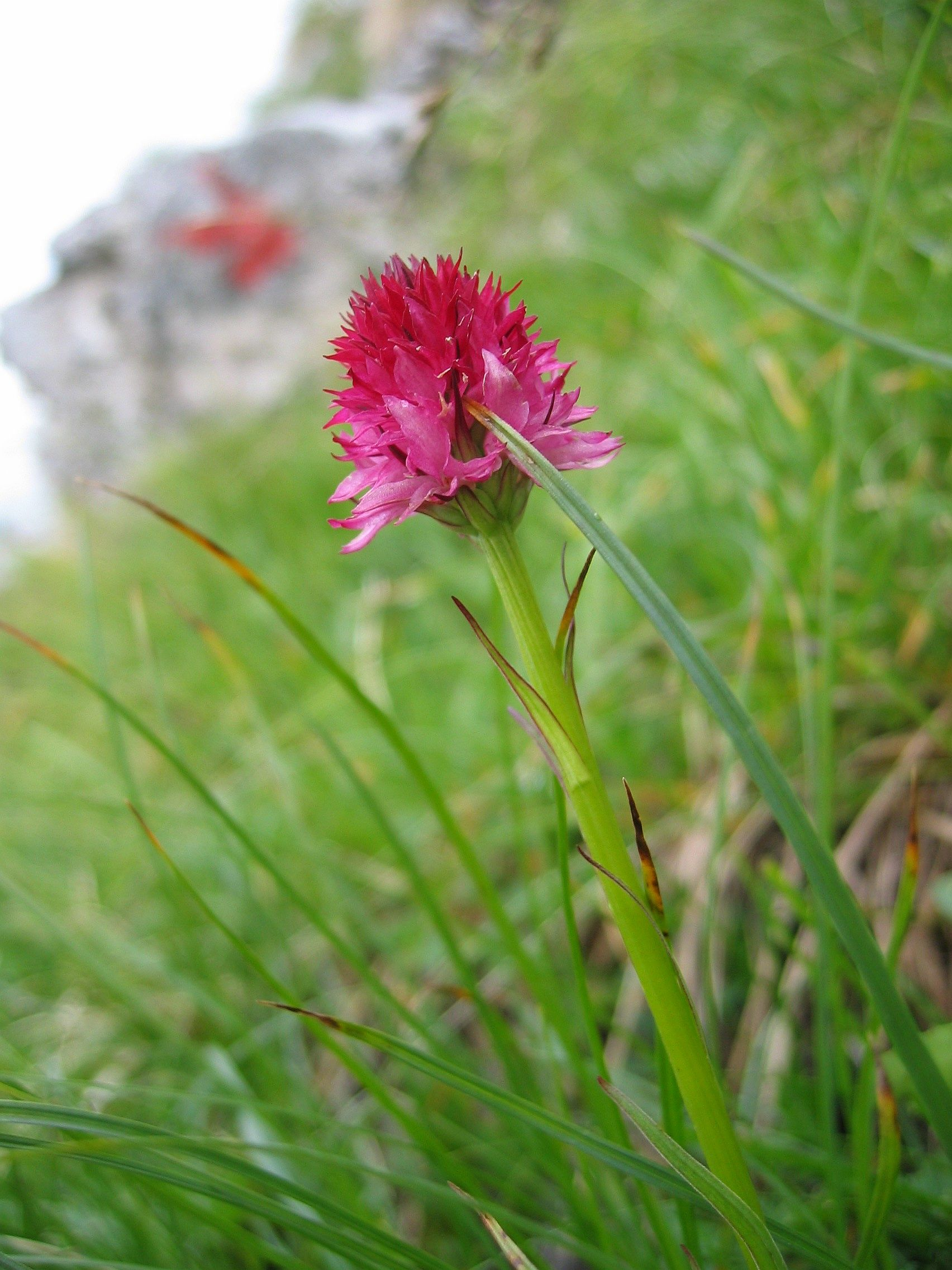
Sângele voinicului
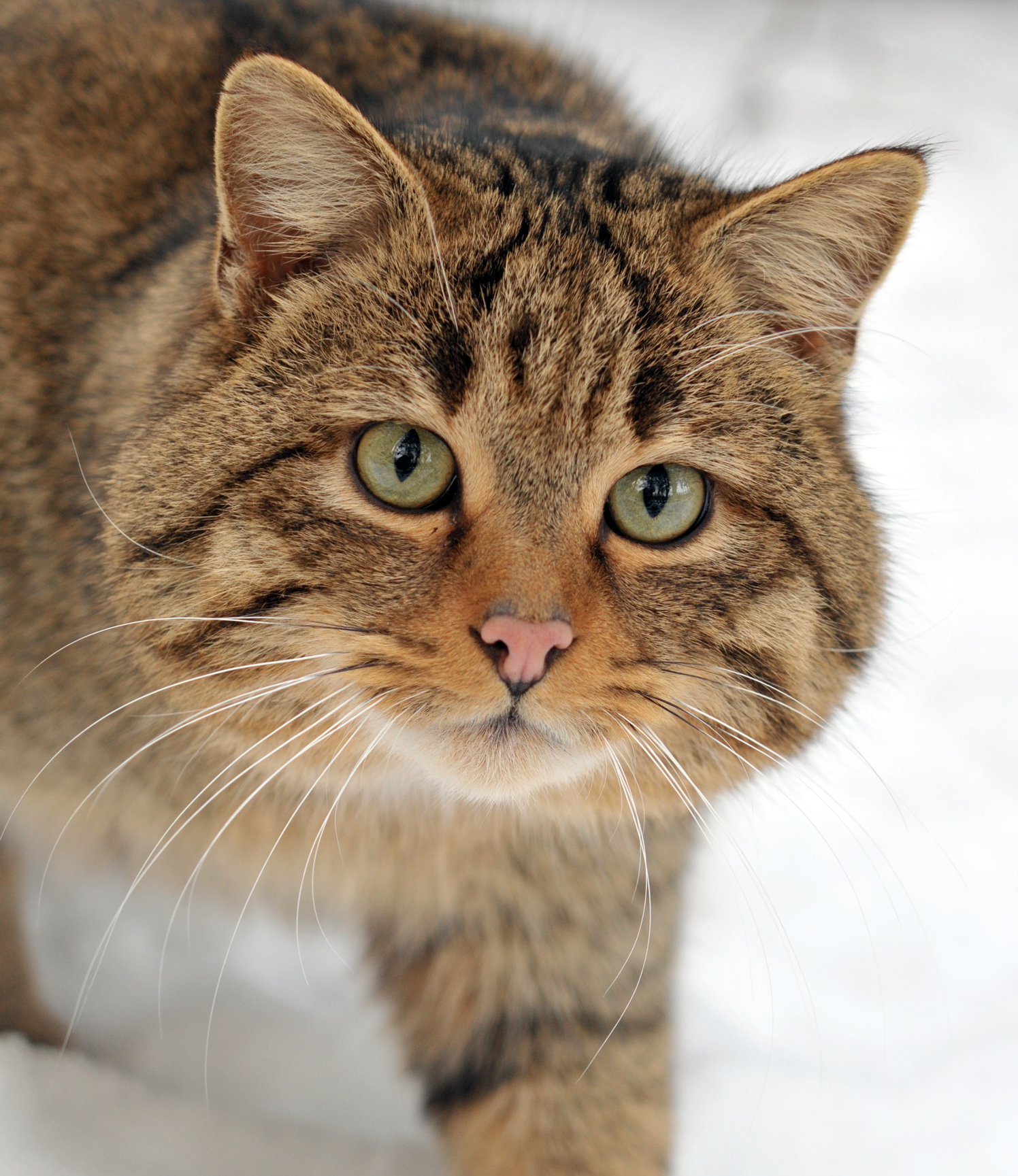
Pisică sălbatică